# 사파리 공원

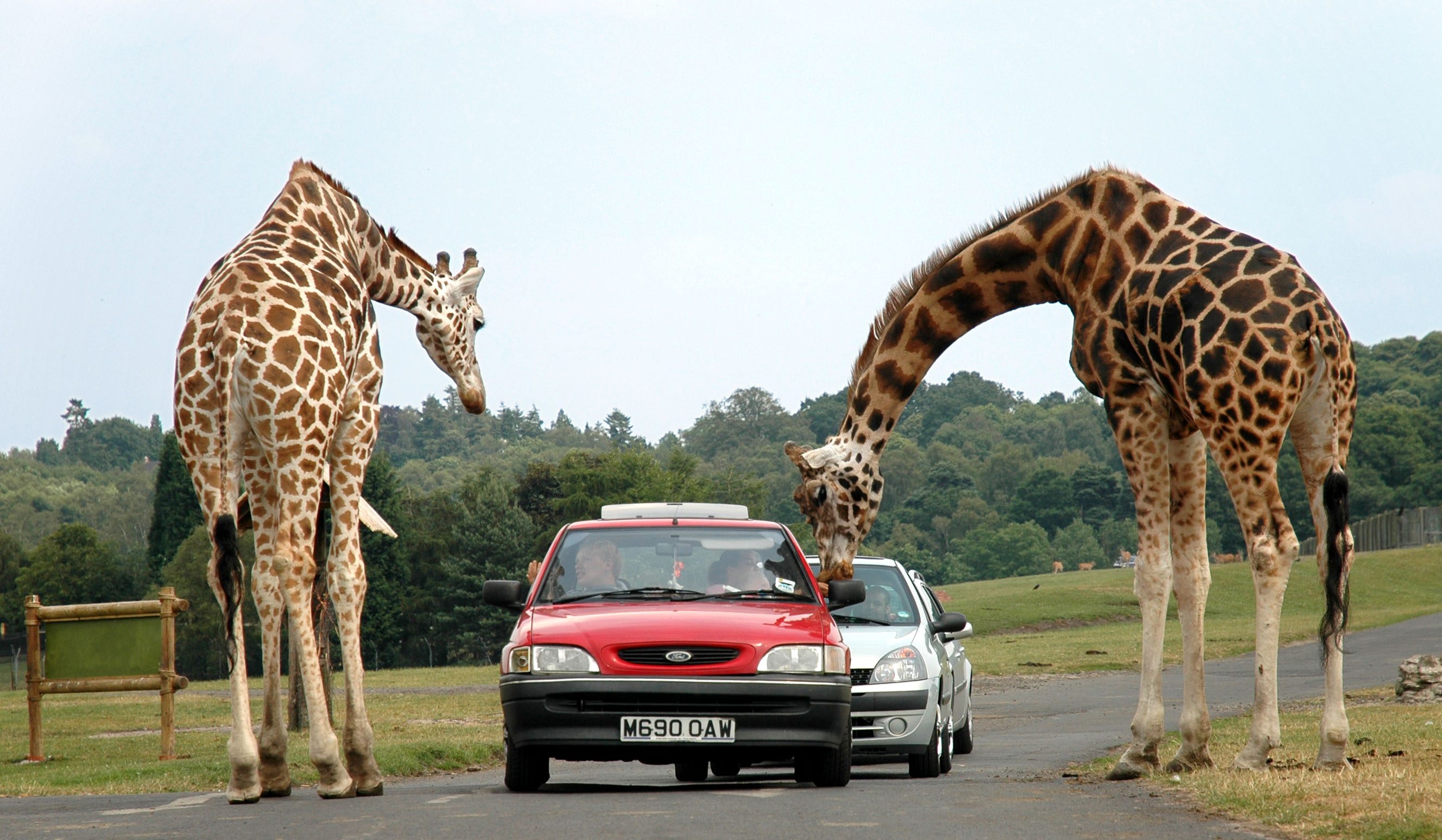
사파리 공원

사파리 공원은 야생 동물을 놓아 기르고, 자동차 안에서 관람객이 구경할 수 있게 한 동물원이다.